# KIAA0999
KIAA0999‏ (SIK family kinase 3) هوَ بروتين يُشَفر بواسطة جين KIAA0999 في الإنسان.